# Liga Mexicana de Básquetbol CIBACOPA
La Liga Mexicana de Básquetbol CIBACOPA, precedentemente conosciuta come Circuito de Baloncesto de la Costa del Pacífico (CIBACOPA), è una lega professionistica di pallacanestro composta da 10 squadre, provenienti principalmente dal Nord-Ovest, dall’Ovest e dal Centro-Sud del Messico.
La stagione regolare si disputa dai primi giorni di marzo fino alla seconda settimana di maggio, lasciando i playoff per il mese di giugno e, in alcune occasioni, fino alla prima o seconda settimana di luglio. La squadra più vincente del campionato è quella dei Rayos de Hermosillo, con 4 titoli conquistati.

## Storia
Una lega con lo stesso nome è esistita in Messico anche negli anni ’80, mentre la seconda incarnazione, quella ancora attiva, è stata fondata nel 2001. I membri fondatori erano i Caballeros de Culiacán, i Delfines de Mazatlán, i Frayles de Guasave, i Lobos Marinos de La Paz, i Paisas de Los Cabos e i Pioneros de Los Mochis. I Caballeros de Culiacán vinsero il primo titolo della lega sconfiggendo i Delfines de Mazatlán con un secco quattro a zero nelle finali.
La stagione 2019 ha registrato un’affluenza totale di oltre 220.000 spettatori.
La lega ha celebrato la sua ventesima stagione nel 2020. Una nuova franchigia, i Gallos de Aguascalientes, era pronta a unirsi al campionato, ma è stata espulsa prima dell’inizio della stagione.

## Regolamento
La struttura delle squadre è composta da due giocatori stranieri, un giocatore della nazionale o un messicano-statunitense, due giocatori di categoria “B” di 25 anni o meno, cinque giocatori locali con più di 25 anni e gli altri con meno di 25 anni, oltre a uno o due giovani di 21 anni o meno.
In ciascuna partita del campionato, il regolamento obbliga le squadre a schierare per tutto il secondo quarto un giocatore di età inferiore ai 20 anni; per questo motivo, ogni rosa deve includere uno o due atleti denominati “giovani”.
Un’altra particolarità del CIBACOPA è il divieto di difesa a zona: i giocatori sul campo sono obbligati a marcare a uomo, il che garantisce uno spettacolo maggiore per il pubblico.

## Squadre attuali
| Squadra             | Città                            | Arena                                  | Capacità | Ingresso | Allenatore           |
| ------------------- | -------------------------------- | -------------------------------------- | -------- | -------- | -------------------- |
| Ángeles CD México   | Benito Juárez, Città del Messico | Gimnasio Olímpico Juan de la Barrera   | 5,242    | 2024     | Pascal Meurs         |
| Astros de Jalisco   | Guadalajara, Jalisco             | Arena Astros                           | 3,509    | 2022     | Iván Déniz           |
| Cabal.s de Culiacán | Culiacán, Sinaloa                | Polideportivo Juan S. Millán           | 2,000    | 2000     | Gustavo Quintero     |
| Frayles de Guasave  | Guasave, Sinaloa                 | Gimnasio Luis Estrada Medina           | 1,850    | 2001     | Enrique Zúñiga       |
| Halcones de C.O.    | Ciudad Obregón, Sonora           | Arena ITSON                            | 3,500    | 2016     | Dennis Cutts         |
| Ost.s de Guaymas    | Guaymas, Sonora                  | Gimnasio Municipal de Guaymas          | 1,200    | 2008     | Walter McCarty       |
| Pioneros de L.M.    | Los Mochis, Sinaloa              | Centro de Usos Múltiples de Los Mochis | 5,830    | 2000     | Jhovanny García      |
| Rayos Hermosillo    | Hermosillo, Sonora               | Arena Sonora                           | 3,500    | 2008     | Joaquín Villanueva   |
| Venados Mazatlán    | Mazatlán, Sinaloa                | Lobodome                               | 8,000    | 2014     | Lewis LaSelle Taylor |
| Zonkeys de Tijuana  | Tijuana, Baja California         | Auditorio Zonkeys                      | 4,888    | 2010     | Doug Plumb           |

## Albo d'oro
| Anno | Campioni                                   | Serie                                      | Finalista                                  |
| ---- | ------------------------------------------ | ------------------------------------------ | ------------------------------------------ |
| 2001 | Cabal.s de Culiacán                        | 4–0                                        | Delfines de Mazatlán                       |
| 2002 | Trigueros de C.O.                          | 4–3                                        | Cabal.s de Culiacán                        |
| 2003 | Trigueros de C.O.                          | 4–1                                        | Soles de Hermosillo                        |
| 2004 | Frayles de Guasave                         | 4–2                                        | Trigueros de C.O.                          |
| 2005 | Guinda de Nogales                          | 4–2                                        | Trigueros de C.O.                          |
| 2006 | Frayles de Guasave                         | 4–1                                        | Mineros Cananea                            |
| 2007 | Trigueros de C.O.                          | 4–2                                        | Vaq. de Agua Prieta                        |
| 2008 | Lobos Mazatlán                             | 4–3                                        | Frayles de Guasave                         |
| 2009 | Mineros Cananea                            | 4–2                                        | Cabal.s de Culiacán                        |
| 2010 | Cabal.s de Culiacán                        | 4–0                                        | Mineros Cananea                            |
| 2011 | Mineros Cananea                            | 4–0                                        | Rayos Hermosillo                           |
| 2012 | Rayos Hermosillo                           | 4–3                                        | Ost.s de Guaymas                           |
| 2013 | Rayos Hermosillo                           | 4–3                                        | Garra Cañera                               |
| 2014 | Zonkeys de Tijuana                         | 4–3                                        | Cabal.s de Culiacán                        |
| 2015 | Zonkeys de Tijuana                         | 4–3                                        | Guinda de Nogales                          |
| 2016 | Náuticos Mazatlán                          | 4–2                                        | Rayos Hermosillo                           |
| 2017 | Halcones de C.O.                           | 4–2                                        | Rayos Hermosillo                           |
| 2018 | Zonkeys de Tijuana                         | 4–2                                        | Halcones de C.O.                           |
| 2019 | Rayos Hermosillo                           | 4–3                                        | Manta.s de La Paz                          |
| 2020 | Sospesa a causa della pandemia da COVID-19 | Sospesa a causa della pandemia da COVID-19 | Sospesa a causa della pandemia da COVID-19 |
| 2021 | Sospesa a causa della pandemia da COVID-19 | Sospesa a causa della pandemia da COVID-19 | Sospesa a causa della pandemia da COVID-19 |
| 2022 | Astros de Jalisco                          | 4–2                                        | Rayos Hermosillo                           |
| 2023 | Astros de Jalisco                          | 4–2                                        | Rayos Hermosillo                           |
| 2024 | Rayos Hermosillo                           | 4–0                                        | Astros de Jalisco                          |

## Titoli per squadra
| Squadra             | Titoli | Finali | Edizioni vinte         |
| ------------------- | ------ | ------ | ---------------------- |
| Rayos Hermosillo    | 4      | 3      | 2012, 2013, 2019, 2024 |
| Trigueros de C.O.   | 3      | 2      | 2002, 2003, 2007       |
| Zonkeys de Tijuana  | 3      | 0      | 2014, 2015, 2018       |
| Cabal.s de Culiacán | 2      | 3      | 2001, 2010             |
| Mineros Cananea     | 2      | 2      | 2009, 2011             |
| Frayles de Guasave  | 2      | 1      | 2004, 2006             |
| Astros de Jalisco   | 2      | 1      | 2022, 2023             |
| Guinda de Nogales   | 1      | 1      | 2005                   |
| Halcones de C.O.    | 1      | 1      | 2017                   |
| Lobos Mazatlán      | 1      | 0      | 2008                   |
| Náuticos Mazatlán   | 1      | 0      | 2016                   |